# Hildegard Seemann-Wechler
Hildegard Seemann-Wechler geborene Wechler (* 18. Dezember 1903 in Dresden; † 3. September 1940 in Pirna) war eine deutsche Malerin und Opfer der Krankenmorde in der Zeit des Nationalsozialismus.

## Leben und Werk
Hildegard Wechler kam aus bürgerlichen Verhältnissen. Sie begann ein Studium an der Staatlichen Akademie für Kunstgewerbe in Dresden und wechselte 1921 an die Dresdener Kunstakademie, wo sie bei Richard Müller, Robert Sterl, Ludwig von Hofmann und ab 1927 bei Otto Dix studierte, davon drei Semester als Einzelschülerin. Insbesondere von Sterl und Dix wurde sie gefördert. Sie war seit dieser Zeit mit Eva Schulze-Knabe und Fritz Schulze befreundet. Da auch Hans und Lea Grundig an der Akademie studierten, ist anzunehmen, dass sie auch zu ihnen Kontakt hatte. 
Nach dem Studium arbeitete Hildegard Wechler in Dresden als freischaffende Künstlerin. 1929 heiratete sie den Maler Herbert Seemann (1900–1945). 1931 zeigten sich bei ihr erste Symptome einer psychischen Erkrankung. Die Ärzte diagnostizierten eine nicht heilbare Schizophrenie und überwiesen sie in die Landesheil- und Pflegeanstalt Arnsdorf. Dort verbrachte sie achteinhalb Jahre. An der Staatlichen Frauenklinik Dresden wurde sie zwangssterilisiert.
1940 wurde sie in die Landesheil- und Pflegeanstalt Leipzig-Dösen verlegt, am 18. Juni 1940 in die Heil- und Pflegeanstalt Großschweidnitz. Am 3. September 1940 brachte ein Transportkommando sie in die Tötungsanstalt Pirna-Sonnenstein. Sie wurde dort kurz darauf im Rahmen der Euthanasie-„Aktion T4“ als eines von mindestens 14.751 Opfern dieser Anstalt, darunter auch die Dresdener Malerinnen Gertrud Fleck und Elfriede Lohse-Wächtler, in der als Baderaum getarnten Gaskammer ermordet.
Es sind nur wenige Bilder von Hildegard Seemann-Wechler erhalten, darunter Selbstporträts, die sie um 1930 gemalt hatte, eines davon ist Teil der „Sammlung Frieder Gerlach“. Ein Frauenporträt (Öl auf Holz) aus dem gleichen Zeitraum befindet sich im Nachlass von Eva Schulze-Knabe. Von einem Knabenbildnis, das verschollen ist, gibt es eine Fotografie. Eva Schulze-Knabe erinnerte sich an ein Selbstbildnis als Akt, das in der Dresdener Kunstakademie ausgestellt war.
1946 wurde Hildegard Seemann-Wechler auf der Kunstausstellung Sächsischer Künstler in Dresden postum geehrt, und es wurden sieben ihrer Werke, darunter die Zeichnung Frauenkopf ausgestellt. Zu diesem Zeitpunkt wurde noch angenommen, dass sie in der Nervenheilanstalt Greifstein in Württemberg ermordet worden war.
Im Gedenkbereich der Gedenkstätte Pirna-Sonnenstein erinnert seit dem Jahr 2000 eine Stele an Hildegard Seemann-Wechler.